# Championnats des Balkans d'athlétisme
Les championnats des Balkans d'athlétisme ou Jeux balkaniques (en anglais Athletics Balkan Championships) sont une compétition internationale d'athlétisme qui réunit les quinze pays membres de l'ABAF (Association of Balkan Athletic Federations) dans les Balkans : soit la Turquie, l'Albanie, la Grèce, la Bulgarie, la Serbie, le Monténégro, la Macédoine, la Bosnie-Herzégovine, la Roumanie et la Moldavie.
En 2011, pour leur 66e édition, ils étaient organisés à Stara Zagora en Bulgarie. En 2015, la 70e édition aurait dû avoir lieu à Serrès mais elle a eu lieu à Pitești comme en 2014. L'ABAF a été créée en 1929, sur proposition de la SEGAS en 1928, et organise des compétitions depuis plus de 80 ans sur le modèle de la Coupe des Balkans des nations.

## Éditions

### Plein air
| Games | Année | Lieu     | Pays        |
| ----- | ----- | -------- | ----------- |
| [ 1 ] | 1929  | Athènes  | Grèce       |
| I     | 1930  | Athènes  | Grèce       |
| II    | 1931  | Athènes  | Grèce       |
| III   | 1932  | Athènes  | Grèce       |
| IV    | 1933  | Athènes  | Grèce       |
| V     | 1934  | Zagreb   | Yougoslavie |
| VI    | 1935  | Istanbul | Turquie     |
| VII   | 1936  | Athènes  | Grèce       |
| VIII  | 1937  | Bucarest | Roumanie    |
| IX    | 1938  | Belgrade | Yougoslavie |
| X     | 1939  | Athènes  | Grèce       |
| XI    | 1940  | Istanbul | Turquie     |
| [ 1 ] | 1946  | Tirana   | Albanie     |
| [ 1 ] | 1947  | Bucarest | Roumanie    |
| XII   | 1953  | Athènes  | Grèce       |
| XIII  | 1954  | Belgrade | Yougoslavie |
| XIV   | 1955  | Istanbul | Turquie     |
| XV    | 1956  | Belgrade | Yougoslavie |
| XVI   | 1957  | Athènes  | Grèce       |
| XVII  | 1958  | Sofia    | Bulgaria    |
| XVIII | 1959  | Bucarest | Romania     |
| XIX   | 1960  | Athènes  | Grèce       |
| XX    | 1961  | Belgrade | Yougoslavie |
| XXI   | 1962  | Ankara   | Turquie     |
| XXII  | 1963  | Sofia    | Bulgaria    |
| XXIII | 1964  | Bucarest | Romania     |
| XXIV  | 1965  | Le Pirée | Grèce       |
| XXV   | 1966  | Sarajevo | Yougoslavie |

| Edition | Année | Lieu          | Pays        |
| ------- | ----- | ------------- | ----------- |
| XXVI    | 1967  | Istanbul      | Turquie     |
| XXVII   | 1968  | Le Pirée      | Grèce       |
| XXVIII  | 1969  | Sofia         | Bulgaria    |
| XXIX    | 1970  | Bucarest      | Romania     |
| XXX     | 1971  | Zagreb        | Yougoslavie |
| XXXI    | 1972  | Izmir         | Turquie     |
| XXXII   | 1973  | Le Pirée      | Grèce       |
| XXXIII  | 1974  | Sofia         | Bulgaria    |
| XXXIV   | 1975  | Bucarest      | Romania     |
| XXXV    | 1976  | Celje         | Yougoslavie |
| XXXVI   | 1977  | Ankara        | Turquie     |
| XXXVII  | 1978  | Thessalonique | Grèce       |
| XXXVIII | 1979  | Le Pirée      | Grèce       |
| XXXIX   | 1980  | Sofia         | Bulgaria    |
| XL      | 1981  | Sarajevo      | Yougoslavie |
| XLI     | 1982  | Bucarest      | Romania     |
| XLII    | 1983  | Izmir         | Turquie     |
| XLIII   | 1984  | Athènes       | Grèce       |
| XLIV    | 1985  | Stara Zagora  | Bulgaria    |
| XLV     | 1986  | Ljubljana     | Yougoslavie |
| XLVI    | 1988  | Ankara        | Turquie     |
| XLVII   | 1989  | Serrès        | Grèce       |
| XLVIII  | 1990  | Istanbul      | Turquie     |
| XLIX    | 1992  | Sofia         | Bulgarie    |
| L       | 1994  | Trikala       | Grèce       |
| LI      | 1996  | Niš           | Yougoslavie |
| LII     | 1997  | Athènes       | Grèce       |
| LIII    | 1998  | Belgrade      | Yougoslavie |

| Edition | Année | Lieu           | Pays                 |
| ------- | ----- | -------------- | -------------------- |
| LIV     | 1999  | Istanbul       | Turquie              |
| LV      | 2000  | Kavala         | Grèce                |
| LVI     | 2001  | Trikala        | Grèce                |
| LVII    | 2002  | Bucarest       | Roumanie             |
| LVIII   | 2003  | Thiva          | Grèce                |
| LIX     | 2004  | Istanbul       | Turquie              |
| LX      | 2005  | Novi Sad       | Serbie-et-Monténégro |
| LXI     | 2006  | Athènes        | Grèce                |
| LXII    | 2007  | Plovdiv        | Bulgarie             |
| LXIII   | 2008  | Árgos Orestikó | Grèce                |
| LXIV    | 2009  | Izmir          | Turquie              |
| LXV     | 2010  | Larisa         | Grèce                |
| LXVI    | 2011  | Stara Zagora   | Bulgarie             |
| LXVII   | 2012  | Alexandroupoli | Grèce                |
| LXVIII  | 2013  | Stara Zagora   | Bulgarie             |
| LXIX    | 2014  | Pitești        | Roumanie             |
| LXX     | 2015  | Pitești        | Roumanie             |
| LXXI    | 2016  | Pitești        | Roumanie             |
| LXXII   | 2017  | Novi Pazar     | Serbie               |
| LXXIII  | 2018  | Stara Zagora   | Bulgarie             |

### En salle
| Edition | Year | City     | Country |
| ------- | ---- | -------- | ------- |
| —       | 1991 | Le Pirée | Grèce   |
| I       | 1994 | Le Pirée | Grèce   |
| II      | 1995 | Le Pirée | Grèce   |
| III     | 1996 | Le Pirée | Grèce   |
| IV      | 1997 | Le Pirée | Grèce   |
| V       | 1998 | Le Pirée | Grèce   |
| VI      | 1999 | Le Pirée | Grèce   |
| VII     | 2000 | Le Pirée | Grèce   |
| VIII    | 2001 | Le Pirée | Grèce   |
| IX      | 2002 | Le Pirée | Grèce   |
| X       | 2003 | Péania   | Grèce   |
| XI      | 2004 | Péania   | Grèce   |
| XII     | 2005 | Péania   | Grèce   |
| XIII    | 2006 | Péania   | Grèce   |
| XIX     | 2007 | Le Pirée | Grèce   |
| XV      | 2008 | Péania   | Grèce   |
| XVI     | 2009 | Le Pirée | Grèce   |
| —       | 2010 | Annulée  | Annulée |
| —       | 2011 | Annulée  | Annulée |
| XVII    | 2012 | Istanbul | Turquie |
| XVIII   | 2013 | Istanbul | Turquie |
| XIX     | 2014 | Istanbul | Turquie |
| XX      | 2015 | Istanbul | Turquie |
| XXI     | 2016 | Istanbul | Turquie |
| XXII    | 2017 | Belgrade | Serbie  |
| XXIII   | 2018 | Istanbul | Turquie |

## Records des championnats

### Plein air

#### Hommes
| Epreuve           | Record              | Athlète                  | Nationalité | Date                            | Lieu                | Ref |
| ----------------- | ------------------- | ------------------------ | ----------- | ------------------------------- | ------------------- | --- |
| 100 m             | 10 s 11 (+ 0,5 m/s) | Jak Ali Harvey           | Turquie     | 1er août 2015                   | Pitesti             |     |
| 200 m             | 20 s 50 (- 0,6 m/s) | Serhiy Smelyk            | Ukraine     | 3 septembre 2019                | Pravetz             |     |
| 400 m             | 45 s 54             | Željko Knapic            | Yougoslavie | 1979                            | Athènes             |     |
| 800 m             | 1 min 45 s 73       | Luciano Sušanj           | Yougoslavie | 2 août 1974                     | Sofia               |     |
| 1 500 m           | 3 min 40 s 40       | Petre Lupan              | Roumanie    | 5 août 1972                     | Izmir               |     |
| 5 000 m           | 13 min 42 s 43      | Michalis Kousis          | Grèce       | 1978                            | Thessalonique       |     |
| 3 000 m steeple   | 8 min 22 s 77       | Florin Ionescu           | Roumanie    | 28 juin 1997                    | Athènes             |     |
| 110 m haies       | 13 s 52 (-0,5 m/s)  | Zhivko Videnov           | Bulgarie    | 25 août 2002                    | Bucarest            |     |
| 400 m haies       | 49 s 36             | Athanasios Kalogiannis   | Grèce       | 17 juillet 1998                 | Ankara              |     |
| Saut en hauteur   | 2,31 m              | Sorin Matei              | Roumanie    | 16 juillet 1988                 | Ankara              |     |
| Saut à la perche  | 5,66 m              | Emmanouíl Karalís        | Grèce       | 3 septembre 2019                | Pravetz             |     |
| Saut en longueur  | 8,18 m (NWI)        | Konstadínos Koukodímos   | Grèce       | 4 juillet 1992                  | Sofia               |     |
| Triple saut       | 17,24 m             | Marian Oprea             | Roumanie    | 13 juillet 2003 28 juillet 2013 | Thèbes Stara Zagora |     |
| Lancer du poids   | 20,96 m             | Andrei Gag               | Roumanie    | 2 août 2015                     | Pitesti             |     |
| Lancer du disque  | 65,44 m             | Ion Zamfirache           | Roumanie    | 15 août 1982                    | Bucarest            |     |
| Lancer du javelot | 83,60 m             | Andrian Mardare          | Moldavie    | 20 septembre 2020               | Cluj-Napoca         |     |
| Lancer du marteau | 79,16 m             | Aléxandros Papadimitríou | Grèce       | 12 juillet 2003                 | Thèbes              |     |
| 4 × 100 m         | 39 s 22             | Equipe de Bulgarie       | Bulgarie    | 1985                            | Stara Zagora        |     |
| 4 × 400 m         | 3 min 03 s 94       | Equipe de Yougoslavie    | Yougoslavie | 17 juillet 1988                 | Ankara              |     |
| Décathlon         | 7 995 pts           | Saša Karan               | Yougoslavie | 1990                            | Istanbul            |     |

#### Femmes
| Epreuve           | Record              | Athlète                | Nationalité | Date             | Lieu           | Ref |
| ----------------- | ------------------- | ---------------------- | ----------- | ---------------- | -------------- | --- |
| 100 m             | 10 s 96 (+ 0,8 m/s) | Ivet Lalova-Collio     | Bulgarie    | 2 juillet 2011   | Sliven         |     |
| 200 m             | 22 s 45             | Ivet Lalova-Collio     | Bulgarie    | 3 septembre 2019 | Pravetz        |     |
| 400 m             | 50 s 98             | Jelica Pavličić        | Yougoslavie | 3 août 1974      | Sofia          |     |
| 800 m             | 1 min 56 s 42       | Paula Ivan             | Roumanie    | 16 juillet 1988  | Ankara         |     |
| 1 500 m           | 4 min 04 s 56       | Corina Dumbrăvean      | Roumanie    | 24 juillet 2005  | Novi Sad       |     |
| 5 000 m           | 15 min 27 s 33      | Iulia Olteanu          | Roumanie    | 1997             | Athènes        |     |
| 3 000 m steeple   | 9 min 33 s 41       | Silvia Danekova        | Bulgarie    | 1er août 2015    | Pitesti        |     |
| 100 m haies       | 12 s 26             | Yordanka Donkova       | Bulgarie    | 7 septembre 1986 | Ljubljana      |     |
| 400 m haies       | 54 s 23             | Vania Stambolova       | Bulgarie    | 2 juillet 2011   | Sliven         |     |
| Saut en hauteur   | 2,01 m              | Stefka Kostadinova     | Bulgarie    | 6 septembre 1986 | Ljubljana      |     |
| Saut à la perche  | 4,45 m              | Nikoléta Kiriakopoúlou | Grèce       | 19 juillet 2008  | Árgos Orestikó |     |
| Saut en longueur  | 7,14 m (+ 1,2 m/s)  | Mirela Dulgheru        | Roumanie    | 5 juillet 1992   | Sofia          |     |
| Triple saut       | 14,60 m (+ 1,7 m/s) | Paraskeví Papahrístou  | Grèce       | 20 juillet 2018  | Stara Zagora   |     |
| Lancer du poids   | 21,11 m             | Verzhinia Veselinova   | Bulgarie    | 14 juin 1980     | Sofia          |     |
| Lancer du disque  | 70,20 m             | Daniela Costian        | Roumanie    | 17 juillet 1988  | Ankara         |     |
| Lancer du marteau | 73,97 m             | Zalina Marghieva       | Moldavie    | 2 août 2015      | Pitesti        |     |
| Lancer du javelot | 60,60 m             | Marija Vučenović       | Serbie      | 20 juillet 2018  | Stara Zagora   |     |
| 4 × 100 m         | 42 s 89             | Equipe de Bulgarie     | Bulgarie    | 1988             | Ankara         |     |
| 4 × 400 m         | 3 min 27 s 39       | Equipe de Roumanie     | Roumanie    | 1985             | Stara Zagora   |     |
| Heptathlon        | 6 304 pts           | Emilia Dimitrova       | Bulgarie    | 7 septembre 1986 | Ljubljana      |     |

### En salle

#### Hommes
| Epreuve          | Record        | Athlète                                                  | Nationalité        | Date            | Lieu     | Ref   |
| ---------------- | ------------- | -------------------------------------------------------- | ------------------ | --------------- | -------- | ----- |
| 60 m             | 6 s 58        | Georgios Theodoridis                                     | Grèce              | 13 février 1999 | Le Pirée |       |
| 200 m            | 21 s 25       | Ioan Vieru                                               | Roumanie           | 28 février 2004 | Péania   | [ 3 ] |
| 400 m            | 46 s 35       | Iliya Dzhivondov                                         | Bulgarie           | 12 février 2000 | Le Pirée |       |
| 800 m            | 1 min 48 s 66 | Dian Petkov                                              | Bulgarie           | 24 février 1996 | Le Pirée |       |
| 1 500 m          | 3 min 37 s 49 | İlham Tanui Özbilen                                      | Turquie            | 23 février 2013 | Istanbul |       |
| 3 000 m          | 7 min 42 s 49 | Polat Kemboi Arıkan                                      | Turquie            | 18 février 2012 | Istanbul |       |
| 60 m haies       | 7 s 57        | Gheorghe Boroi                                           | Roumanie           | 20 février 1994 | Le Pirée |       |
| Saut en hauteur  | 2,32 m        | Cristian Popescu                                         | Roumanie           | 20 février 1994 | Le Pirée |       |
| Saut à la perche | 5,76 m        | Ivan Horvat                                              | Croatie            | 25 février 2017 | Belgrade | [ 4 ] |
| Saut en longueur | 8,10 m        | Bogdan Tudor                                             | Roumanie           | 25 février 1995 | Le Pirée |       |
| Triple saut      | 17,51 m       | Marian Oprea                                             | Roumanie           | 22 février 2006 | Péania   |       |
| Lancer du poids  | 20,77 m       | Stipe Žunić                                              | Croatie            | 25 février 2017 | Belgrade | [ 5 ] |
| Lancer du poids  | 20,77 m       | Mesud Pezer                                              | Bosnie-Herzégovine | 17 février 2018 | Istanbul | [ 6 ] |
| 4 × 400 m        | 3 min 12 s 46 | Cristian Radu Alexandru Branzea Zeno Moraru Robert Parge | Roumanie           | 17 février 2018 | Istanbul | [ 6 ] |

#### Femmes
| Epreuve          | Record        | Athlète                                                 | Nationalité | Date            | Lieu     | Ref   |
| ---------------- | ------------- | ------------------------------------------------------- | ----------- | --------------- | -------- | ----- |
| 60 m             | 7 s 13        | Tezdzhan Naimova                                        | Bulgarie    | 21 février 2007 | Le Pirée |       |
| 200 m            | 23 s 70       | Angela Morosanu                                         | Roumanie    | 16 février 2005 | Péania   | [ 7 ] |
| 400 m            | 51 s 06       | Vania Stambolova                                        | Bulgarie    | 22 février 2006 | Péania   |       |
| 800 m            | 1 min 59 s 82 | Mihaela Neacșu                                          | Roumanie    | 21 février 2007 | Le Pirée |       |
| 1500 m           | 4 min 06 s 89 | Luiza Gega                                              | Albanie     | 27 février 2016 | Istanbul |       |
| 3000 m           | 8 min 55 s 22 | Cristina Grosu                                          | Roumanie    | 23 février 2002 | Le Pirée |       |
| 60 m haies       | 8 s 02        | Andrea Ivančević                                        | Croatie     | 27 février 2016 | Istanbul |       |
| Saut en hauteur  | 1,97 m        | Stefka Kostadinova                                      | Bulgarie    | 20 février 1994 | Le Pirée |       |
| Saut à la perche | 4,50 m        | Tanya Stefanova                                         | Bulgarie    | 16 février 2005 | Péania   |       |
| Saut à la perche | 4,50 m        | Nikoleta Kyriakopoulou                                  | Grèce       | 17 février 2018 | Istanbul | [ 6 ] |
| Saut en longueur | 6.96 m        | Ivana Španović                                          | Serbie      | 25 février 2017 | Belgrade | [ 8 ] |
| Triple saut      | 14.84 m       | Hrysopiyi Devetzi                                       | Grèce       | 4 mars 2003     | Péania   |       |
| Lancer du poids  | 19.30 m       | Anca Heltne                                             | Roumanie    | 21 février 2009 | Le Pirée |       |
| 4 x 400 m        | 3 min 36 s 02 | Adelina Pastor Mirela Lavric Andrea Miklós Bianca Răzor | Roumanie    | 27 février 2016 | Istanbul |       |

## Nations participantes
- Grèce
- Bulgarie
- Roumanie (depuis 1929)
- Turquie (depuis 1929)
- Albanie (depuis 1930)
- Croatie (depuis 1992)
- Bosnie-Herzégovine (depuis 1992)
- Macédoine du Nord (depuis 1996)
- Moldavie (1996)
- Serbie (2006)
- Monténégro (2007)
- Chypre (2014)
- Slovénie (2014)
- Géorgie (2014)
- Kosovo (2015)
- Israël (2016)
- Ukraine (2018)